# Aeropuerto Internacional de Ras Al Khaimah
El Aeropuerto Internacional de Ras Al Khaimah (IATA: RKT, OACI: OMRK) (en árabe مطار رأس الخيمة الدولي) es un aeropuerto que se encuentra a 18 kilómetros de la ciudad de Ras al-Khaimah, Emiratos Árabes Unidos.

## Aerolíneas y destinos
| Aerolíneas         | Destinos                                                         |
| ------------------ | ---------------------------------------------------------------- |
| Air Arabia         | Cairo, Daca, Islamabad, Yeda, Lahore, Peshawar                   |
| Air India Express  | Kozhikode                                                        |
| Belavia            | Estacional: Minsk                                                |
| Gulf Air           | Baréin                                                           |
| IndiGo             | Hyderabad, Bombay                                                |
| Qatar Airways      | Doha                                                             |
| SCAT Airlines      | Aktau, Aktobe, Almaty, Astana, Atyrau, Karagandy, Oral, Shymkent |
| SmartLynx Airlines | Chárter estacional: Múnich                                       |
| SmartWings         | Chárter estacional: Praga                                        |